# Mona Tumba
Mona Tumba, ogift Nessim, född 4 oktober 1941 i Stockholm, är en svensk företagare i hälsobranschen. Hon är även konstnärligt verksam och var gift med Sven Tumba, en av Sveriges mest kända idrottsprofiler, från 1960 fram till dennes bortgång 2011.

## Uppväxt och studier
Mona Tumba växte upp i Saltsjöbaden som dotter till direktören Nils Nessim och Märta, ogift Wirde. I sin ungdom studerade hon språk i Schweiz under ett par år.

## Verksamhet
Mona Tumba arbetade senare med det egna hälsoföretaget Mona Tumbas Slim-club under åtta år och gav ut publikationer som Slim-club (1980) och Kökskalender (1982). Vidare har hon verkat som säljare av smycken och hälsochoklad. Tillsammans med maken har hon också bedrivit matservering vid golfbanan i Hjorthagen i Stockholm. I Florida var hon med och startade organisationen SWEA för svensktalande kvinnor. 
Tumba är sedan flera decennier konstnärligt verksam och har bland annat ställt ut egna verk i olja i Florida. Hon har under sommaren 2022 även haft utställningar i Sverige med Mona Tumba Art.

## Familj
Mona Tumba var gift med idrottsmannen Sven Tumba från 1960 fram till dennes död 2011. De fick fyra söner tillsammans, Tommie "Pigge" (född 1962), Johan (född 1964), Stefan (född 1970) och Daniel (född 1982), av vilka de båda förstnämnda är professionella golfspelare.

## Övrigt
Mona Tumba omnämns i Ebba Gröns låt "Mona Tumbas Slim Club" från 1978.